# Nops enae
Espèce
Nops enae est une espèce d'araignées aranéomorphes de la famille des Caponiidae.

## Distribution
Cette espèce est endémique de Cuba. Elle se rencontre dans les provinces de Guantánamo, de Santiago de Cuba, de Granma et de Holguín,.

## Description
Le mâle holotype mesure 6,75 mm et la femelle 9,90 mm.
Le mâle décrit par Sánchez-Ruiz et Brescovit en 2018  mesure 8,6 mm et la femelle 8,7 mm.

## Étymologie
Cette espèce est nommée en l'honneur d'Ena Ruiz, la mère d'Alexander Sánchez-Ruiz.

## Publication originale
- Sánchez-Ruiz, 2004 : Current taxonomic status of the family Caponiidae (Arachnida, Araneae) in Cuba with the description of two new species. Revista Ibérica de Aracnología, vol. 9, p. 95-102 (texte intégral).